# Suite (geologie)
Een suite is in de geologie en geochemie een groep gesteenten die chemisch, mineralogisch of anderszins bij elkaar horen, maar geen duidelijke gelaagdheid of andere structuur vertonen waarop ze in eenheden in te delen zijn. Met name stollingsgesteente, maar ook metamorf gesteente wordt soms door geologen in suites ingedeeld. Stollingsgesteenten in dezelfde suite worden geacht een gemeenschappelijke oorsprong te hebben.
In de stratigrafie en geologische kartering zijn suites eenheden met een vaak onregelmatige vorm die slecht zijn onder te verdelen. Wanneer wel onderverdeling mogelijk is worden de onderverdelingen lithodemen genoemd. Suites zijn in rangorde vergelijkbaar met stratigrafische groepen.